# Condado de Canga-Argüelles
El condado de Canga-Argüelles, es un título nobiliario español concedido el 10 de diciembre de 1852 por la reina Isabel II, a favor de Felipe Canga-Argüelles y Ventades, académico de la Real Academia de la Historia y consejero de S.M.

## Condado de Canga-Argüelles
|                        | Titular                                     | Periodo                |
| Creación por Isabel II | Creación por Isabel II                      | Creación por Isabel II |
| ---------------------- | ------------------------------------------- | ---------------------- |
| I                      | Felipe Canga-Argüelles y Ventades           | 1852-1863              |
| II                     | José Mª Canga-Argüelles y Villalba          | 1863-1900              |
| III                    | José Mª Canga-Argüelles y López-Dóriga      | 1900-1909              |
| IV                     | José Mª Canga-Argüelles y del Busto         | 1909-1956              |
| V                      | José Mª Canga-Argüelles y Gómez de la Lama  | 1957-1988              |
| VI                     | María Fe Canga-Argüelles y Fernández Cavada | 1988-                  |

## Matrimonio y descendencia del José Canga-Argüelles y Cifuentes
José de Canga-Argüelles y Cifuentes (Oviedo, 11 de julio de 1771-Madrid, 2 de diciembre de 1842), casado con Eulalia Ventades y Ventades, padres de:
- Felipe Ignacio de Canga-Argüelles y Ventades (1806-1852), I conde de Canga-Argüelles.[1] Casó con Mª Josefa de los Dolores de Villalba e Irazabal (n. 1804).
  - José Canga-Argüelles y Villalba (1828-1898), II conde de Canga-Argüelles.[1]
    - Ana Canga-Argüelles y López-Dóriga (1868-1911). Casó con Fernando Muñoz y Bernaldo de Quirós (1864-1913), III marqués de San Agustín, III duque de Riánsares y III vizconde de Rostrollano.
    - José Mª Canga-Argüelles y López-Dóriga (m. 1956),[3] III conde de Canga-Argüelles.
      - José Mª Canga-Argüelles y del Busto, IV conde de Canga-Argüelles.
        - José Mª Canga-Argüelles y Gómez de la Lama, V conde de Canga-Argüelles.
          - María Fe Canga-Argüelles y Fernández Cavada, VI condesa de Canga-Argüelles.[4]